# Ideoblothrus vampirorum
Ideoblothrus vampirorum es una especie de arácnido del orden Pseudoscorpionida de la familia Syarinidae.

## Distribución geográfica
Se encuentra en México.